# Acanthopagrus schlegelii
Espèce
Statut de conservation UICN

 LC  : Préoccupation mineure
Le pagre tête noire (Acanthopagrus schlegelii) est une espèce de poissons marins appartenant à la famille des Sparidae.